# ワラバランス
ワラバランスは、吉本興業東京本社に所属しているお笑いコンビ。2012年9月結成。

## メンバー
盛田 シンプルイズベスト（もりた シンプルイズベスト、1989年2月23日（36歳） -）
ボケ担当、立ち位置は向かって左。神奈川県横須賀市出身
本名および旧芸名は盛田将太。身長180cm、体重72kg、血液型O型。趣味はサッカー(12年間)、駅伝(中学時代に1500m走の国体強化選手に任命)。特技はいとこの兄ちゃんものまね(約300個)。

宮﨑 拓也（みやざき たくや、1984年8月1日（41歳） -）
ツッコミ担当、立ち位置は向かって右。広島県呉市出身。身長177cm、体重80kg、血液型A型。趣味は飲み歩き(毎晩ハイボールを嗜む)/カラオケ(高得点を出せる)。特技はなんでも説教(モノにも説教できる)。
2024年5月「おさやとおたく」という夫婦YouTubeチャンネルを開設した。

## 来歴
2人とも吉本総合芸能学院東京校に17期生として入学。同期の仲嶺広伸（きょん（現・コットン）の元相方）が、盛田の組んでいたコンビの解散を宮﨑に知らせたことがきっかけとなりコンビ結成。2020年にはワラバランスのニューラジオ0が開始となる。2021年、ぐるぐるナインティナインの「おもしろ荘へいらっしゃい!」に出演。また6月には、単独ライブ『宇田川天秤劇場』をヨシモト∞ホールで開催した。

## 芸風
主に漫才。結成当初はボケとツッコミが逆だったこともあり、Wボケのようなスタイルになることも多い。盛田には状況を説明し、相手が想像しているものを当てる「イメージダイブ」というネタがあり、それを取り入れた漫才もある。

## 賞レース成績
| 年度             | 結果         | エントリー No. |
| ---------------- | ------------ | -------------- |
| 2015年（第11回） | 1回戦敗退    | 1880           |
| 2017年（第13回） | 2回戦進出    | 619            |
| 2018年（第14回） | 2回戦進出    | 1265           |
| 2019年（第15回） | 2回戦進出    | 775            |
| 2020年（第16回） | 準々決勝進出 | 1278           |
| 2021年（第17回） | 2回戦進出    | 1455           |
| 2022年（第18回） | 3回戦進出    | 1158           |
| 2023年（第19回） | 3回戦進出    | 818            |
| 2024年（第20回） | 準々決勝進出 | 1540           |

- 今宮子供えびすマンザイ新人コンクール - 8位入賞

## 出演
- スナックコットン（2025年、広島ホームテレビ）